# Mosconi Cup 1996
Beim Mosconi Cup 1996 handelt es sich um die dritte Auflage eines seit 1994 jährlich stattfindenden 9-Ball-Poolbillardturniers, bei dem ein europäisches Team gegen ein US-amerikanisches Team spielt. Das Turnier fand zwischen dem 19. und dem 22. Dezember im Goresbrook Leisure Centre in London, England, statt.
Sieger wurden die USA mit 15–13.

## Mannschaften
| Mannschaft der USA |                                                      |             |
| Name               | Bundesstaat, in dem der/die Spieler/in geboren wurde | Bemerkungen |
| Earl Strickland    | North Carolina                                       |             |
| Mike Massey        | Tennessee                                            |             |
| C.J. Wiley         | Texas                                                |             |
| Roger Griffis      | Texas                                                |             |
| Shannon Daulton    | Kentucky                                             |             |
| Allen Hopkins      | New Jersey                                           |             |
| Danny Harriman     | Maryland                                             |             |

| Mannschaft Europas |             |             |
| Name               | Heimatland  | Bemerkungen |
| Steve Davis        | England     |             |
| Vincent Facquet    | Frankreich  |             |
| Ralf Souquet       | Deutschland |             |
| Oliver Ortmann     | Deutschland |             |
| Mika Immonen       | Finnland    |             |
| Ronnie O’Sullivan  | England     |             |
| Andy Richardson    | England     |             |

## Resultate

### Donnerstag, 19. Dezember

#### Durchgang 1
|                              | Resultate           |                              |
| ---------------------------- | ------------------- | ---------------------------- |
| Einzelspiele Steve Davis     | 0–2 (0–3, 4–5)      | Einzelspiele Shannon Daulton |
| Einzelspiele Andy Richardson | 1–2 (2–4, 3–0, 1–3) | Einzelspiele Allen Hopkins   |
| Einzelspiele Mika Immonen    | 2–0 (4–2, 5–3)      | Einzelspiele Roger Griffis   |
| 1                            | Bilanz              | 2                            |
| 1                            | Gesamt              | 2                            |

#### Durchgang 2
|                              | Resultate           |                              |
| ---------------------------- | ------------------- | ---------------------------- |
| Einzelspiele Vincent Facquet | 0–2 (0–3, 1–3)      | Einzelspiele Danny Harriman  |
| Einzelspiele Ralf Souquet    | 2–0 (3–0, 3–0)      | Einzelspiele C.J. Wiley      |
| Einzelspiele Oliver Ortmann  | 2–1 (3–0, 2–4, 4–2) | Einzelspiele Earl Strickland |
| Einzelspiele Steve Davis     | 2–1 (1–3, 5–3, 3–1) | Einzelspiele Mike Massey     |
| 3                            | Bilanz              | 1                            |
| 4                            | Gesamt              | 3                            |

### Freitag, 20. Dezember

#### Durchgang 3
|                                     | Resultate           |                                  |
| ----------------------------------- | ------------------- | -------------------------------- |
| Einzelspiele Oliver Ortmann         | 0–2 (0–3, 1–3)      | Einzelspiele Roger Griffis       |
| Doppel Mika Immonen Vincent Facquet | 2–0 (4–2, 5–3)      | Doppel Allen Hopkins Mike Massey |
| Einzelspiele Steve Davis            | 2–1 (0–3, 4–2, 3–1) | Einzelspiele Danny Harriman      |
| 2                                   | Bilanz              | 1                                |
| 6                                   | Gesamt              | 4                                |

#### Durchgang 4
|                                    | Resultate           |                                       |
| ---------------------------------- | ------------------- | ------------------------------------- |
| Einzelspiele Andy Richardson       | 0–2 (0–3, 0–3)      | Einzelspiele C.J. Wiley               |
| Doppel Ralf Souquet Oliver Ortmann | 2–0 (3–0, 3–1)      | Doppel Danny Harriman Shannon Daulton |
| Einzelspiele Mika Immonen          | 0–2 (2–4, 0–3)      | Einzelspiele Earl Strickland          |
| Einzelspiele Ronnie O’Sullivan     | 2–1 (2–4, 3–1, 3–0) | Einzelspiele Allen Hopkins            |
| 2                                  | Bilanz              | 2                                     |
| 8                                  | Gesamt              | 6                                     |

### Samstag, 21. Dezember

#### Durchgang 5
|                              | Resultate           |                             |
| ---------------------------- | ------------------- | --------------------------- |
| Einzelspiele Andy Richardson | 2–1 (1–3, 3–0, 3–1) | Einzelspiele Danny Harriman |
| Einzelspiele Ralf Souquet    | 2–0 (4–2, 3–0)      | Einzelspiele Roger Griffis  |
| Einzelspiele Steve Davis     | 0–2 (2–4, 2–4)      | Einzelspiele C.J. Wiley     |
| 2                            | Bilanz              | 1                           |
| 10                           | Gesamt              | 7                           |

#### Durchgang 6
|                                | Resultate           |                              |
| ------------------------------ | ------------------- | ---------------------------- |
| Einzelspiele Mika Immonen      | 2–1 (1–3, 3–0, 3–1) | Einzelspiele Mike Massey     |
| Einzelspiele Vincent Facquet   | 0–2 (0–3, 0–3)      | Einzelspiele Shannon Daulton |
| Einzelspiele Oliver Ortmann    | 1–2 (3–0, 0–3, 1–3) | Einzelspiele Allen Hopkins   |
| Einzelspiele Ronnie O’Sullivan | 2–1 (1–3, 4–2, 3–1) | Einzelspiele Earl Strickland |
| 2                              | Bilanz              | 2                            |
| 12                             | Gesamt              | 9                            |

### Sonntag, 22. Dezember

#### Durchgang 7
|                                | Resultate           |                              |
| ------------------------------ | ------------------- | ---------------------------- |
| Einzelspiele Ralf Souquet      | 0–2 (1–3, 3–5)      | Einzelspiele C.J. Wiley      |
| Einzelspiele Andy Richardson   | 0–2 (1–3, 2–4)      | Einzelspiele Roger Griffis   |
| Einzelspiele Ronnie O’Sullivan | 1–2 (3–1, 1–3, 2–4) | Einzelspiele Mike Massey     |
| Einzelspiele Mika Immonen      | 0–1 (4–5)           | Einzelspiele Shannon Daulton |
| 0                              | Bilanz              | 4                            |
| 12                             | Gesamt              | 13                           |

#### Durchgang 8
|                                      | Resultate |                                   |
| ------------------------------------ | --------- | --------------------------------- |
| Einzelspiele Ralf Souquet            | 1–0 (3–1) | Einzelspiele Earl Strickland      |
| Einzelspiele Oliver Ortmann          | 0–1 (1–3) | Einzelspiele Shannon Daulton      |
| Doppel Steve Davis Ronnie O’Sullivan | 0–1 (4–5) | Doppel Earl Strickland C.J. Wiley |
| 1                                    | Bilanz    | 2                                 |
| 13                                   | Gesamt    | 15                                |